# Camponotus burgeoni
Camponotus burgeoni är en myrart som beskrevs av Santschi 1926. Camponotus burgeoni ingår i släktet hästmyror, och familjen myror. Inga underarter finns listade.